# Live at Leeds
Live at Leeds — музичний альбом гурту The Who. Виданий 16 травня 1970 в США і
23 травня 1970 року в Британії. Загальна тривалість композицій становить 36:24 в оригінальній версії. Альбом відносять до напрямку рок, хардрок.

## Список пісень
Оригінальне видання
1. «Young Man Blues» (Mose Allison) — 5:51
2. «Substitute» — 2:05
3. «Summertime Blues» (Jerry Capehart, Eddie Cochran) — 3:2
4. «Shakin' All Over» (Johnny Kidd) — 4:15
5. «My Generation» — 14:27
6. «Magic Bus» — 7:30